# Give That Wolf A Banana
"Give That Wolf A Banana" (em português: Dê Banana A Um Lobo) é a canção que representou a Noruega no Festival Eurovisão da Canção 2022 que teve lugar em Turim. A canção foi selecionada através do Melodi Grand Prix 2022, realizada a 19 de fevereiro de 2022. Na semifinal do dia 10 de maio, a canção qualificou-se para a final, terminando a competição em 10º lugar com 182 pontos.